# Christian Maicon Hening
Christian Maicon Hening, noto più semplicemente come Chris (Blumenau, 25 agosto 1978), è un ex calciatore brasiliano, di ruolo difensore.